# Metabolisme àcid de les crassulàcies

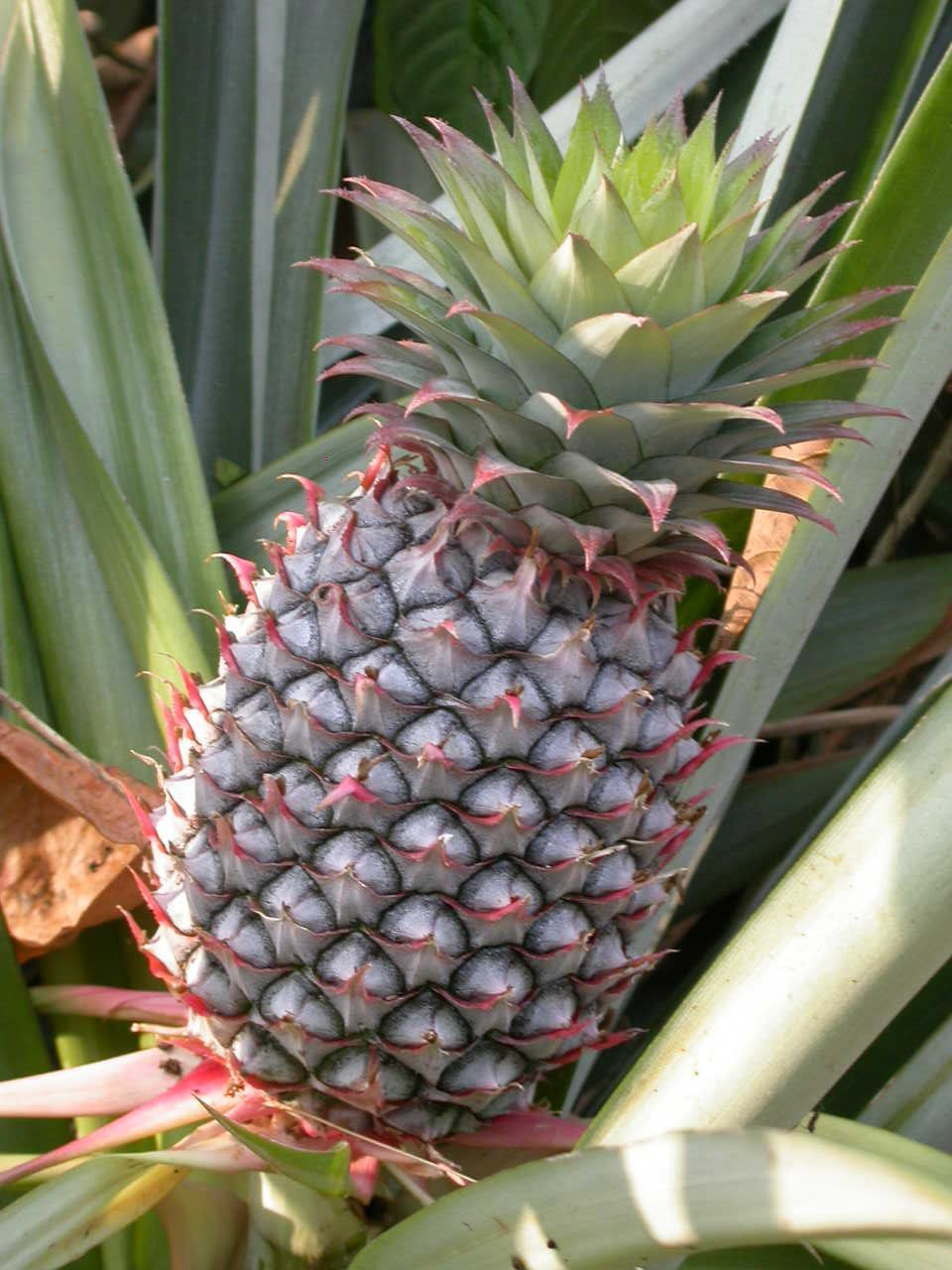
La Pinya americana és una planta CAM

El metabolisme àcid de les crassulàcies, també conegut per les sigles CAM, és un tipus de fixació de carboni present en algunes plantes. Aquestes plantes fixen el diòxid de carboni (CO₂) durant la nit, emmagatzemant-lo com a malat. El CO₂ durant el dia s'allibera per ser novament fixat per l'enzim RuBisCO sense necessitat d'obir els estomes. El procés CAM, en permetre que els estomes romanguin tancats durant el dia, redueix molt les pèrdues d'aigua per transpiració i això és especialment avantatjós en les plantes sotmeses a condicions àrides.
El CAM va ser descobert en la dècada de 1940. I va ser observat pels botànics Ranson i Thomas, en la família Crassulàcia (Crassulaceae) però es presenta també en moltes altres famílies de plantes.
És un procés diferent del que tenen les plantes amb metabolisme C3 però amb un paral·lisme important amb el de les C4: així com en aquestes hi ha una separació en l'espai entre la primera i la segona fixació de diàxid de carboni, en les plantes CAM aquesta separació és en el temps
Durant la nit les plantes CAM obren els seus estomes, durant aquesta part fresca i humida de la jornada, permetent l'entrada de diòxid de carboni amb la mínima pèrdua d'aigua. El diòxid de carboni és convertit en molècules solubles que s'emmagatzemen. Es forma oxalacetat a través de la unió de fosfoenolpiruvat (PEP), amb CO₂. L'oxalacetat forma malat que s'emmagatzema en vacúols.
Durant el dia, el malat es pot convertir (alliberant una molècula de CO₂) en piruvat. El piruvat pot ser fosforilat (afegint un fosfat provinent de l'ATP) per a regenerar el PEP. Aquest CO₂ és tornat a fixar a l'estroma dels cloroplasts per l'enzim RuBisCO sense necessitat d'obir els estomes, de manera que la pèrdua d'aigua associada al procés és molt menor. A diferència del que succeeix en el metabolisme C4, en el metabolisme CAM no es produeix una alta concentració de diòxid de carboni al voltant de l'enzim RuBisCO ja que el procés està limitat per la capacitat de descarboxilació de l'àcid màlic. En conseqüència, es produeix igualment fotorespiració. El cost és que la capacitat fotosintètica total ve limitada per la capacitat d'emmagatzemar malat durant la nit en el vacúol, de forma que les plantes amb aquest metabolisme tenen un creixement lent i baix respecte de plantes amb sistemes fotosintètics C3 o C4.
De tota manera, moltes espècies amb metabolisme CAM ho són facultativament, i en bones condicions hídriques obren els estomes durant el dia i el seu metabolisme fotintètic és C3. In en altres casos, fins i tot sin els estomes tanquen la major part del dia, poden romandre oberts durant les primeres hores del dia, qual la temperatura encara és baixa, i iniciar la fotosíntesi amb els estomes oberts abans de començar a consumoir les reserves de malat. I el mateix pot ocórrer al final del dia, en què els estomes es poden tornar a obrir per permetre l'entrada de diòxid de carboni un cop consumit el malat de vacúol.